# Kaleidoszkóp (temesvári folyóirat)
A Kaleidoszkóp a Temesvári Állami Magyar Színház "hangos" irodalmi folyóirata; havonta új műsorral jelentkezett. Szerkesztője – házigazdai minőségben – "számonként" egy-egy temesvári színész, képzőművész, zenész, tanár, tudományos kutató. 
1982 februárjában indult. Az első előadások házigazdája (sorrendben) Koczka György, Kilyén Ilka, Sándor István, Jecza Péter, Pongrácz Mária, Mandics György volt.